# Eredivisie (mannenhandbal) 1993/94
De Eredivisie is de hoogste afdeling van het Nederlandse handbal bij de heren op landelijk niveau. In het seizoen 1993/1994 werd Sittardia voor de zestiende keer landskampioen door de Best of Three te winnen ten koste van Aalsmeer. Hirschmann/V&L won de nationale beker. Eagle/Hermes en Olympia HGL degradeerden maar de Eerste divisie.
Met ingang van het seizoen 1993/1994 werd door het Nederlands Handbal Verbond besloten om het aantal ploegen te terugdringen in de eredivisie van 12 naar 10. Tevens werd de competitieopzet veranderd met de introductie van een eindronde en een gewijzigde kampioens- en degradatiepoule.
Ook was er met ingang van dit seizoen géén sprake van directe degradatie, maar strijden de twee kampioenen van de eerste divisie A en eerste divisie B tegen de laatste vier uit de eredivisie om een plek in de eredivisie. Uiteindelijk ging dit niet door vanwege een financiële reorganisatie bij het NHV.
Doordat AHV Swift deels ging samenwerken met AAC 1899 werd het team van AHV Swift vervangen door AHF.

## Opzet
Eerst speelden de 10 ploegen een hele competitie in competitieverband. 
- De bovenste zes ploegen van de reguliere competitie kwalificeerden zich voor de kampioenspoule en spelen een halve competitie, waarbij de punten uit de reguliere competitie werden meegenomen.
- De eerste vier van de kampioenspoule plaatsen zich voor de eindronde (halve competitie), waarbij de eerder behaalde punten niet meetellen. De plaatsing van deze laatste vier ploegen in de kampioenspoule bepaalt het aantal thuiswedstrijden. De nummer één speelt drie keer thuis, de nummer twee speelt twee keer thuis en de nummer drie speelt één keer thuis. De nummer vier speelt alleen uit. De bovenste twee na deze eindronde spelen de finale in de Best-of-three.
- In de Best-of-three wordt door middel van ten minste twee wedstrijden (met optioneel een derde wedstrijd) beslist wie kampioen van Nederland wordt.
- De vier laagst geklasseerde ploegen na de reguliere competitie spelen een degradatieronde (hele competitie), waarbij de eerder behaalde punten meetellen. De laatste twee uit deze competitie degraderen naar de eerste divisie.

## Teams
| · Aalsmeer Blauw-Wit E&O Hermes Olympia Sittardia Tachos V&L Anhem Teams die uitkomen in de eredivisie. | 00000000 | · AHF ESCA Teams in de uit de gemeente Arnhem. |

| Club               | Plaats   | Provincie     |
| ------------------ | -------- | ------------- |
| Aalsmeer           | Aalsmeer | Noord-Holland |
| AHF                | Arnhem   | Gelderland    |
| Blauw-Wit          | Neerbeek | Limburg       |
| HAKA/E&O           | Emmen    | Drenthe       |
| Schoonderbeek/ESCA | Arnhem   | Gelderland    |
| Eagle/Hermes       | Den Haag | Zuid-Holland  |
| Olympia HGL        | Hengelo  | Overijssel    |
| VGZ/Sittardia      | Sittard  | Limburg       |
| Helioform/Tachos   | Waalwijk | Noord-Brabant |
| Hirschmann/V&L     | Geleen   | Limburg       |

## Reguliere competitie
| Pos | Club               | Wed | Ptn | Opmerking                           |
| --- | ------------------ | --- | --- | ----------------------------------- |
| 1   | HAKA/E&O           | 18  | 27  | Gekwalificeerd voor kampioenspoule  |
| 2   | VGZ/Sittardia      | 18  | 27  | Gekwalificeerd voor kampioenspoule  |
| 3   | Aalsmeer           | 18  | 27  | Gekwalificeerd voor kampioenspoule  |
| 4   | AHF                | 18  | 24  | Gekwalificeerd voor kampioenspoule  |
| 5   | Helioform/Tachos   | 18  | 22  | Gekwalificeerd voor kampioenspoule  |
| 6   | Hirschmann/V&L     | 18  | 20  | Gekwalificeerd voor kampioenspoule  |
| 7   | Blauw-Wit          | 18  | 14  | Gekwalificeerd voor degradatiepoule |
| 8   | Schoonderbeek/ESCA | 18  | 9   | Gekwalificeerd voor degradatiepoule |
| 9   | Olympia HGL        | 18  | 6   | Gekwalificeerd voor degradatiepoule |
| 10  | Eagle/Hermes       | 18  | 4   | Gekwalificeerd voor degradatiepoule |

## Degradatiepoule

### Stand
| Pos | Club               | Wed | Ptn | Opmerking                      |
| --- | ------------------ | --- | --- | ------------------------------ |
| 1   | Blauw-Wit          | 24  | 20  |                                |
| 2   | Schoonderbeek/ESCA | 24  | 15  | Speelt beslissingswedstrijd    |
| 3   | Olympia HGL        | 24  | 15  | Speelt beslissingswedstrijd    |
| 4   | Eagle/Hermes       | 24  | 7   | Degradatie naar eerste divisie |

### Beslissingswedstrijd
Omdat Schoonderbeek/ESCA en Olympia HGL beide met een gelijk aantal punten in de reguliere competitie eindigden, werd door middel van een beslissingswedstrijd bepaald wie degradeerde naar de eerste divisie.
| 10 april 1994 | Schoonderbeek/ESCA | 19 − 18 | Olympia HGL |  |
| 10 april 1994 |                    |         |             |  |
| 10 april 1994 |                    |         |             |  |

Olympia HGL degradeerde naar de eerste divisie.

## Kampioenspoule
| Pos | Club             | Wed | Ptn | Opmerking                     |
| --- | ---------------- | --- | --- | ----------------------------- |
| 1   | Aalsmeer         | 23  | 35  | Gekwalificeerd voor eindronde |
| 2   | VGZ/Sittardia    | 23  | 33  | Gekwalificeerd voor eindronde |
| 3   | HAKA/E&O         | 23  | 30  | Gekwalificeerd voor eindronde |
| 4   | Hirschmann/V&L   | 23  | 27  | Gekwalificeerd voor eindronde |
| 5   | AHF              | 23  | 27  |                               |
| 6   | Helioform/Tachos | 23  | 25  |                               |

## Eindronde

### Stand
| Pos | Club           | Wed | W | G | V | Ptn | DV | DT | +/− | Opmerking                         |
| --- | -------------- | --- | - | - | - | --- | -- | -- | --- | --------------------------------- |
| 1   | Aalsmeer       | 3   | 3 | 0 | 0 | 6   | 72 | 52 | +20 | Gekwalificeerd voor Best of Three |
| 2   | VGZ/Sittardia  | 3   | 2 | 0 | 1 | 4   | 63 | 50 | +13 | Gekwalificeerd voor Best of Three |
| 3   | HAKA/E&O       | 3   | 1 | 0 | 2 | 2   | 61 | 70 | −13 |                                   |
| 4   | Hirschmann/V&L | 3   | 0 | 0 | 3 | 0   | 51 | 75 | −17 |                                   |

### Uitslagen
| Thuis \ Uit    | AAL   | SIT   | E&O   | V&L   |
| -------------- | ----- | ----- | ----- | ----- |
| Aalsmeer       | 00–00 | 22–15 | 26–22 | 24–15 |
| VGZ/Sittardia  | 00–00 | 00–00 | 24–12 | 24–16 |
| HAKA/E&O       | 00–00 | 00–00 | 00–00 | 27–20 |
| Hirschmann/V&L | 00–00 | 00–00 | 00–00 | 00–00 |

## Best of Three
| 30 april 1994 | Aalsmeer | 21 - 20 | VGZ/Sittardia | De Bloemhof, Aalsmeer |
| 30 april 1994 |          |         |               | De Bloemhof, Aalsmeer |
| 30 april 1994 |          |         |               | De Bloemhof, Aalsmeer |

| 7 mei 1994 | VGZ/Sittardia | 18 - 11 | Aalsmeer | Stadssporthal, Sittard |
| 7 mei 1994 |               |         |          | Stadssporthal, Sittard |
| 7 mei 1994 |               |         |          | Stadssporthal, Sittard |

| 15 mei 1994 | Aalsmeer | 23 - 29 | VGZ/Sittardia | De Bloemhof, Aalsmeer |
| 15 mei 1994 |          |         |               | De Bloemhof, Aalsmeer |
| 15 mei 1994 |          |         |               | De Bloemhof, Aalsmeer |

## Handballer van het jaar
Op 17 september 1994 werd Patrick van Olphen van Sittardia tot handballer van het jaar uitgeroepen door journalisten en trainers.
| Pos | Naam               | Ptn | Club           |
| --- | ------------------ | --- | -------------- |
| 1   | Patrick van Olphen | 95  | Sittardia      |
| 2   | Dick Mastenbroek   | 66  | Sittardia      |
| 3   | Jeroen Hölscher    | 43  | Aalsmeer       |
| 4   | Wil Jacobs         | 36  | Hirschmann/V&L |
| 5   | Kees Boomhouwer    | 30  | Aalsmeer       |